# Provincia de Aroma
La provincia de Aroma es una provincia de Bolivia, ubicada en el departamento de La Paz. Limita al norte con las provincias de Ingavi y Murillo, al este con la provincia de Loayza, al sur con la provincia de Gualberto Villarroel y el departamento de Oruro, y por el oeste con la provincia de Pacajes. La provincia cuenta con un área de 4510 km² y una población de 98.205 (según el Censo INE 2012). La provincia está dividida en 7 municipios, siendo la capital provincial Sica Sica.

## Historia
Durante la última etapa de la época de la colonia, la apropiación de tierras comunitarias llevó al surgimiento de caudillos como Tupac Katari y Bartolina Sisa (1789) y luego durante la época republicana Pablo Zárate Willca (1899), que recuerda a las nuevas generaciones su glorioso pasado.
Luego de la independencia de Bolivia en 1825, la provincia de Aroma era conocida con el nombre de provincia de Sica Sica, debido a su capital provincial Sica Sica. El 23 de noviembre de 1945, durante el gobierno del presidente Gualberto Villarroel, se aprobó mediante ley el cambio de nombre a provincia Aroma, en homenaje a la batalla de Aroma donde las fuerzas patriotas al mando de Esteban Arce, obtuvieron la primera victoria americana en la lucha por la emancipación de las colonias españolas en América.
En el centro de la plaza principal de Sica Sica hay un monumento de granito, lugar en el que descansan los restos de quienes protagonizaron la Batalla de Aroma, una de las que permitió la independencia de Bolivia.
El 31 de diciembre de 1962, durante el segundo gobierno del presidente Víctor Paz Estenssoro, se creó la provincia de Gualberto Villarroel mediante Ley 235, separándose así de la provincia de Aroma.

## Estructura
La provincia de Aroma está dividida administrativamente en 7 municipios:
| Municipio  | Población (Municipio) | Población (Capital) |
| ---------- | --------------------- | ------------------- |
| Sica Sica  | 31.312                | 3.086               |
| Umala      | 8.903                 | 143                 |
| Ayo Ayo    | 7.798                 | 698                 |
| Calamarca  | 12.413                | 1.417               |
| Patacamaya | 22.858                | 11.197              |
| Colquencha | 9.879                 | 3.085               |
| Collana    | 5.042                 | 2.064               |

## Demografía
De acuerdo con el censo boliviano de 2024, la población de la provincia de Aroma es de 112 015 habitantes.
La población de la provincia ha aumentado en más de tres cuartas partes en las últimas tres décadas: 
| Año  | Habitantes | Fuente                  |
| ---- | ---------- | ----------------------- |
| 1992 | 65 730     | Censo boliviano de 1992 |
| 2001 | 86 480     | Censo boliviano de 2001 |
| 2012 | 98 205     | Censo boliviano de 2012 |
| 2024 | 112 015    | Censo boliviano de 2024 |

### Población por municipios
El municipio que más ha crecido porcentualmente en población fue el municipio de Collana. Su crecimiento hasta 2019 es de 137,8 % (desde 1992). El crecimiento de Collana se encuentra por encima del crecimiento promedio de la provincia, del crecimiento promedio del departamento y del promedio nacional
| Población Histórica de los Municipios de la Provincia Aroma | Población Histórica de los Municipios de la Provincia Aroma | Población Histórica de los Municipios de la Provincia Aroma | Población Histórica de los Municipios de la Provincia Aroma | Población Histórica de los Municipios de la Provincia Aroma | Población Histórica de los Municipios de la Provincia Aroma |
| Municipio                                                   | Censo de 1992                                               | Censo de 2001                                               | Censo de 2012                                               | Estimación 2019                                             | Crecimiento (1992-2019)                                     |
| ----------------------------------------------------------- | ----------------------------------------------------------- | ----------------------------------------------------------- | ----------------------------------------------------------- | ----------------------------------------------------------- | ----------------------------------------------------------- |
| Sica Sica                                                   | 19 582                                                      | 26 818                                                      | 31 312                                                      | 32 091                                                      | 63,8 %                                                      |
| Umala                                                       | 6 605                                                       | 9 583                                                       | 8 903                                                       | 8 224                                                       | 24,5 %                                                      |
| Ayo Ayo                                                     | 6 407                                                       | 6 981                                                       | 7 798                                                       | 7 979                                                       | 24,5 %                                                      |
| Calamarca                                                   | 9 716                                                       | 12 112                                                      | 12 413                                                      | 12 379                                                      | 27,4 %                                                      |
| Patacamaya                                                  | 15 546                                                      | 20 039                                                      | 22 858                                                      | 23 615                                                      | 51,9 %                                                      |
| Colquencha                                                  | 5 850                                                       | 8 020                                                       | 9 879                                                       | 10 590                                                      | 81,0 %                                                      |
| Collana                                                     | 2 024                                                       | 2 927                                                       | 5 042                                                       | 4 814                                                       | 137,8 %                                                     |
| Provincia Aroma                                             | 65 730                                                      | 86 480                                                      | 98 205                                                      | 99 692                                                      | 34,2 %                                                      |
| Departamento de La Paz                                      | 1 900 786                                                   | 2 350 466                                                   | 2 719 344                                                   | 2 904 996                                                   | 52,8 %                                                      |
| Bolivia                                                     | 6 420 792                                                   | 8 274 325                                                   | 10 059 856                                                  | 11 469 900                                                  | 78,6 %                                                      |

## Geografía
La provincia de Aroma, se encuentra ubicada en la parte sur del departamento de La Paz, entre las coordenadas 16 ° 43 ' y 17 ° 35' Sur y entre 67 ° 22 ' y 68 ° 23' Oeste. Se extiende sobre 120 km de noroeste a sureste, y hasta a 55 km de noreste a suroeste. La provincia se encuentra en los Andes bolivianos, al sureste del lago Titicaca.

## Economía
El desarrollo de su economía se basa en la ganadería: vacuno, camélido en agricultura: producción de leche y sus derivados en el cultivo de papa, quinua, oca, cebolla, etc.
A las actuales actividades de esta región, se añadió la orfebrería en base de cobre, hierro y plata, esto hace de la creación de utensilios en la región de Umala una actividad de creciente importancia.

### Agricultura
| Producción Anual en (toneladas) | Municipio Sica Sica | Municipio Umala | Municipio Ayo Ayo | Municipio Calamarca | Municipio Patacamaya | Municipio Colquencha | Municipio Collana | Total Provincia Aroma |
| ------------------------------- | ------------------- | --------------- | ----------------- | ------------------- | -------------------- | -------------------- | ----------------- | --------------------- |
| Papa                            | 20.640 ton          | 12.058 ton      | 12.473 ton        | 13.956 ton          | 15.019 ton           | 8.019 ton            | 3.493 ton         | 85.662 ton            |
| Alfalfa                         | 6.761 ton           | 6.537 ton       | 1.896 ton         | 395 ton             | 3.956 ton            | 377 ton              | 693 ton           | 20.618 ton            |
| Quinua                          | 579 ton             | 600 ton         | 222 ton           | 39 ton              | 663 ton              | 6 ton                | 9 ton             | 2.121 ton             |
| Cebada Forrajera                | 7.595 ton           | 3.583 ton       | 7.862 ton         | 5.079 ton           | 5.114 ton            | 1.898 ton            | 1.457 ton         | 32.592 ton            |
| Cebada en Grano                 | 2.089 ton           | 1.455 ton       | 2.031 ton         | 2.673 ton           | 1.646 ton            | 1.698 ton            | 285 ton           | 11.881 ton            |
| Haba Verde                      | 88 ton              | 29 ton          | 161 ton           | 0                   | 1.098 ton            | 4 ton                | 0                 | 1.391 ton             |
| Zanahoria                       | 0                   | 0               | 0                 | 0                   | 1.368 ton            | 0                    | 0                 | 1.368 ton             |
| Cebolla                         | 89 ton              | 0               | 165 ton           | 2 ton               | 1.314 ton            | 79 ton               | 0                 | 1.649 ton             |
| Trigo                           | 34 ton              | 16 ton          | 79 ton            | 0                   | 66 ton               | 11 ton               | 0                 | 221 ton               |
| Avena                           | 195 ton             | 128 ton         | 173 ton           | 290 ton             | 0                    | 0                    | 1 ton             | 1.037 ton             |
| Papaliza                        | 0                   | 0               | 0                 | 47 ton              | 0                    | 0                    | 0                 | 47 ton                |
| Lechuga                         | 0                   | 0               | 0                 | 42 ton              | 0                    | 0                    | 0                 | 298 ton               |

### Ganadería
| Animales                  | Municipio Sica Sica | Municipio Umala | Municipio Ayo Ayo | Municipio Calamarca | Municipio Patacamaya | Municipio Colquencha | Municipio Collana | Total Provincia Aroma |
| ------------------------- | ------------------- | --------------- | ----------------- | ------------------- | -------------------- | -------------------- | ----------------- | --------------------- |
| Bovinos (Vacas y Toros)   | 11.370              | 8.530           | 6.963             | 4.992               | 7.873                | 3.504                | 1.767             | 44.999                |
| Bueyes o chiñueleros      | 6                   | 16              | 2                 | 0                   | 8                    | 2                    | 0                 | 34                    |
| Búfalos                   | 0                   | 0               | 0                 | 0                   | 0                    | 0                    | 0                 | 0                     |
| Ovejas                    | 97.300              | 37.686          | 25.628            | 29.812              | 32.513               | 19.907               | 3.477             | 246.323               |
| Cerdos de Granja y Corral | 1.298               | 116             | 1.521             | 2.000               | 1.255                | 683                  | 213               | 7.086                 |
| Cabras                    | 185                 | 9               | 10                | 12                  | 4                    | 0                    | 0                 | 220                   |
| Llamas                    | 6.782               | 1.533           | 514               | 620                 | 922                  | 1.322                | 177               | 11.870                |
| Alpacas                   | 1                   | 2               | 0                 | 13                  | 4                    | 0                    | 2                 | 22                    |
| Caballos                  | 8                   | 0               | 6                 | 1                   | 6                    | 5                    | 0                 | 26                    |
| Mulas                     | 2                   | 0               | 12                | 11                  | 0                    | 1                    | 0                 | 26                    |
| Asnos                     | 3.576               | ko Pampa        | 1.060             | 1.248               | 951                  | 1.233                | 147               | 9.135                 |
| Conejos                   | 670                 | 67              | 81                | 165                 | 225                  | 19                   | 15                | 1.242                 |
| Conejos Cuis              | 670                 | 223             | 508               | 438                 | 513                  | 74                   | 27                | 2.453                 |
| Pollos de Granja y Corral | 7.539               | 3.331           | 3.318             | 6.343               | 2.522                | 3.770                | 754               | 27.577                |

## Cultura
En el territorio de Aroma hay también huellas de mestizaje cultural, que se produjo en tiempos coloniales, las iglesias Barrocas que se alzan orgullosas en Calamarca, custodias de los Arcángeles Arcabuceros que son una serie excepcional de lienzos pictóricos; Sica Sica, Ayo Ayo erigidas en el siglo XVIII por pobladores nativos, se suman a los motivos que defienden la identidad de este pueblo andino.

## Turismo
Como atractivos turísticos están el circuito de las iglesias coloniales, las ferias que se realizan en cada sección y las aguas termales del balneario de Viscachani.
Como patrimonio cultural debemos mencionar a los chullpares (restos funerarios) de Kulli Kulli en Sica Sica y el yacimiento arqueológico de Wayllani / Kuntur Amaya en Umala, que forman circuito turístico de la región.